# 肯·奥斯汀
肯尼思·尤金·奥斯汀（英語：Kenneth Eugene Austin，1961年12月15日—），美国NBA联盟前职业篮球运动员。他在1983年的NBA选秀中第5轮第8顺位被底特律活塞选中。

## 外部連結
- 肯·奥斯汀在fiba.basketball（英语）
- 肯·奥斯汀在NBA官網（英语）
- 肯·奥斯汀在西班牙篮球甲级联赛官網（球員）（西班牙语）
- 肯·奥斯汀在TBLStat.net（英语）
- 肯·奥斯汀在Basketball-Reference.com（NBA）（英语）
- 肯·奥斯汀在Basketball-Reference.com（國際）（英语）
- 肯·奥斯汀在Sports-Reference.com（NCAA）（英语）
- 肯·奥斯汀在Eurobasket.com（球員）（英语）
- 肯·奥斯汀在Proballers（英语）
- 肯·奥斯汀在RealGM（球員）（英语）